# Lê Tất Hiếu
Lê Tất Hiếu là kiểm sát viên người Việt Nam. Ông hiện giữ chức vụ Viện trưởng Viện kiểm sát nhân dân tỉnh Vĩnh Phúc (từ 1 tháng 2 năm 2019 đến nay).

## Tiểu sử
Lê Tất Hiếu là đảng viên Đảng Cộng sản Việt Nam.
Năm 2015, Lê Tất Hiếu, Phó Viện trưởng Viện kiểm sát nhân dân tỉnh Vĩnh Phúc trúng cử Tỉnh ủy viên Tỉnh ủy Vĩnh Phúc nhiệm kì 2015-2020.
Tháng 6 năm 2017, Lê Tất Hiếu là Phó Viện trưởng Viện kiểm sát nhân dân tỉnh Vĩnh Phúc dưới quyền Viện trưởng Nguyễn Hồng Quân.
Từ ngày 1 tháng 9 năm 2017, Bí thư Ban cán sự Đảng, Viện trưởng Viện kiểm sát nhân dân tỉnh Vĩnh Phúc Nguyễn Hồng Quân nghỉ hưu. Do đó Viện trưởng Viện kiểm sát nhân dân tối cao Việt Nam đã giao cho Lê Tất Hiếu, Tỉnh ủy viên, Ủy viên Ban cán sự Đảng, Bí thư Đảng ủy, Phó Viện trưởng Viện kiểm sát nhân dân tỉnh Vĩnh Phúc phụ trách Viện kiểm sát nhân dân tỉnh Vĩnh Phúc kể từ ngày 1 tháng 9 năm 2017 theo quyết định số 80/QĐ - VKSTC ngày 29/8/2017.
Tháng 9 năm 2017, Lê Tất Hiếu là Tỉnh ủy viên, Ủy viên Ban cán sự Đảng, Bí thư Đảng ủy, Phó Viện trưởng phụ trách Viện kiểm sát nhân dân tỉnh Vĩnh Phúc.
Tháng 7 năm 2018, Lê Tất Hiếu là Tỉnh ủy viên, Phó Viện trưởng phụ trách Viện kiểm sát nhân dân tỉnh Vĩnh Phúc.
Từ ngày 1 tháng 2 năm 2019, Lê Tất Hiếu được bổ nhiệm giữ chức vụ Viện trưởng Viện kiểm sát nhân dân tỉnh Vĩnh Phúc sau hai năm phụ trách viện này (theo Quyết định số 08/QĐ-VKSTC ngày 25/01/2019).